# Ordensamt Schenkendorf
Das Ordensamt Schenkendorf war im Mittelalter eine kleine Adelsherrschaft (Herrschaft Schenkendorf), die 1512 in den Besitz des Johanniter-Ordens kam und 1523 bis 1811 als Ordensamt bewirtschaftet wurde. Danach wurde es königlich-sächsisches, ab 1815 königlich-preußisches Rentamt. 1820/2  wurde das Amt mit dem Rentamt Guben (vorher Salzamt Guben) zum Rentamt Guben-Schenkendorf vereinigt. Das vereinigte Rentamt Guben-Schenkendorf wurde 1872/4 aufgelöst. Das Gebiet der Herrschaft Schenkendorf lag südlich von Guben auf beiden Seiten der Neiße, mit dem deutlichen größeren Teil westlich der Neiße. Der Sitz der Herrschaft lag im namengebenden Schenkendorf, heute Sękowice, einem Ortsteil der Landgemeinde (Gmina) Gubin.

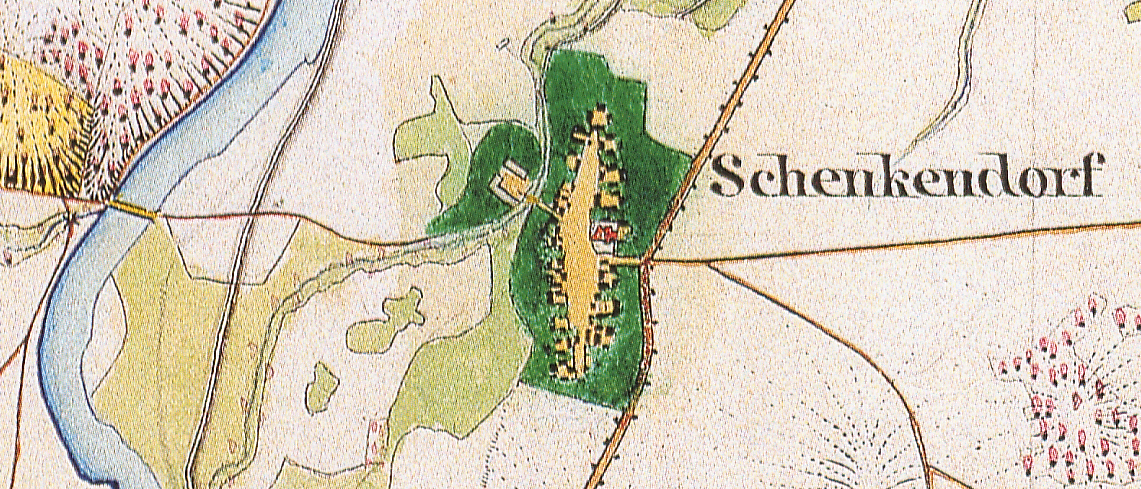
Schenkendorf auf dem Urmesstischblatt 4054 Guben von 1845

## Geschichte
Die Herrschaft Schenkendorf war vermutlich schon um 1300 im Besitz der Familie der Schenken von Landsberg, von denen der Ort auch den Namen erhielt. Der Ort war in der Nähe einer Burg entstanden, die hier einen Übergang über die Neiße überwachte. Rudolf Lehmann hält es für möglich, dass die Familie der Schenken von Landsberg schon unter Heinrich dem Erlauchten in die Niederlausitz kamen. Allerdings ist unbekannt, welchen Umfang die Herrschaft damals hatte. Sie hatten aber weit über die spätere Herrschaft Schenkendorf hinaus (Streu-)Besitz. 1313 schenkten Otto und Heinrich die Schenken von Schenkendorf dem Kloster Neuzelle den See Pinnow bei Fürstenberg. 1328 verkaufte Erich Schenk von Schenkendorf das Dorf Breslack und 1356 das Dorf Rießen an das Kloster Neuzelle. Ein Erich Schenk war 1382 Herr in Schenkendorf und Drebkau. Damals scheint Groß Gastrose bereits zur Herrschaft Schenkendorf gehört zu haben. Später verkauften sie die Herrschaft Schenkendorf und Drebkau und erwarben dafür die Herrschaft Teupitz, das sehr viel später nach ihnen auch Schenkenländchen genannt wurde.
Im 15. Jahrhundert erscheinen als neue Herren von Schenkendorf die Herren von Wesenburg, die wohl aus Wiesenburg/Mark bei Bad Belzig stammten. Vermutlich in den 1430er Jahren gelangten Bartusch und Bogusch von Wesenburg in den Besitz von Schenkendorf und Lieberose. Bartusch von Wesenburg, der 1457 als Herr von Schenkendorf und Bobersberg auftritt, ist wohl vor 1459 gestorben. In 1440er erscheinen vermutlich drei Brüder Hans, Friedhelm und Boto, etwas später nur noch Hans und Friedhelm und 1459 bis 1461 Friedhelm allein in den Urkunden. 1464 tauchen fünf Brüder Hans, Friedhelm, Boto, Bogusch und Friedrich in den Urkunden auf, später nur noch drei Friedhelm, Bogusch und Friedrich (Fritsche), die je ein Drittel von Schenkendorf innehaben. Friedhelm war anscheinend ein Raubritter (diep und rauber); König Matthias entzog ihm 1479 daraufhin sein Drittel von Schenkendorf und belehnte damit seinen Hauptmann in Niederschlesien und Landvogt der beiden Lausitzen Georg von Stein. Bogusch von Wesenburg verkaufte sein Drittel am Schloss am 16. August 1479 für 800 Gulden an die Stadt Guben. Es war allerdings noch seiner Frau als Leibgedinge verschrieben. Am 20. Oktober 1479 verkaufte er sein Drittel an der Herrschaft für 1550 Gulden an die Stadt Guben. 1480 verpfändete Friedrich, der das letzte Drittel hielt, die Dörfer Klein Gastrose und Taubendorf an die Stadt Guben. Friedhelm war rehabilitiert worden und erbte anscheinend nach dem Tod des Friedrich dessen Drittel. Am 9. Oktober 1482 verkaufte Friedhelm das letzte Drittel an Schenkendorf. Er behielt sich aber bis zur restlosen Bezahlung das Dorf Grießen vor. Am 19. März 1482 hatte die Stadt Guben bereits das Steinsche Drittel für 1400 Gulden erworben, sodass die Stadt Guben nun im Vollbesitz der Herrschaft war. Die Stadt Guben hatte sich für den Erwerb der Herrschaft Schenkendorf mit 5.200 Gulden beim Hauptmann von Cottbus verschuldet.
Die Stadt Guben verkaufte die Herrschaft bald darauf an Nickel von Köckritz, der 1484 sein Stammschloss und die Herrschaft Wehlen verkauft hatte. Durch den Erwerb der Herrschaften Friedland (um 1484), Lieberose (1485) und Lübbenau (1494) stieg er zum größten Grundbesitzer in der Niederlausitz auf. 1499 starb Nickel von Köckritz und noch im gleichen Jahr wurden seine sieben Söhne mit dem umfangreichen väterlichen Gütern belehnt. Die Brüder konnten den Besitz nicht erhalten. 1503 verkauften sie die Herrschaft Lübbenau für 9000 Gulden an Werner von der Schulenburg. Die Herrschaft Schenkendorf verkauften sie 1512 für 12.000 Gulden an den damaligen Komtur der Ballei Brandenburg des Johanniterordens Georg von Schlabrendorf. 1512 gehörten zur Herrschaft Schenkendorf die Orte Atterwasch (anteilig), Buderose, Groß Gastrose, Klein Gastrose, Grießen, Sadersdorf, Schenkendorf, Schlagsdorf und Taubendorf. 1523 wurde die Herrschaft in ein Ordensamt umgewandelt. 1665 wurden noch Kerkwitz und das Lehngut Schenkendöbern erworben.

### Zugehörige Orte
Um 1800 umfasste das Ordensamt 10 Dörfer.
- Atterwasch (Ortsteil der Gemeinde Schenkendöbern). In diesem Ort gehörte nur ein Teil zum Ordensamt, der andere Teil gehörte der Stadt Guben.
- Buderose (Budoradz, Ortsteil der Gmina Gubin).[Anmerkung 1]
- Grießen (Ortsteil von Jänschwalde)
- Groß Gastrose (Ortsteil der Gemeinde Schenkendöbern)
- Kerkwitz (Ortsteil der Gemeinde Schenkendöbern)
- Klein Gastrose (bewohnter Gemeindeteil im Ortsteil Groß Gastrose der Gemeinde Schenkendöbern)
- Sadersdorf (Sadzarzewice, Ortsteil der Gmina Gubin)
- Schenkendöbern
- Schloss und Dorf Schenkendorf (Sękowice, Ortsteil der Gmina Gubin)
- Schlagsdorf (Ortsteil der Stadt Guben)
- Taubendorf (Ortsteil der Gemeinde Schenkendöbern)

1809 wurden die Dienste der Untertanen in Geldzahlungen umgewandelt und zum Teil abgelöst. Die Vorwerke wurden vererbpachtet. Nach der Aufhebung des Johanniterordens in Brandenburg (Ballei Brandenburg) 1811 wurde auch das Ordensamt Schenkendorf eingezogen und königlich-sächsisches Amt. Mit dem Übergang der Niederlausitz 1815 an Preußen wurde es königlich-preußisches Rentamt. 1820 wurde das Amtshaus verkauft. 1820/2 wurden das Salzamt Guben, damals schon Rentamt mit dem Rentamt Schenkendorf zum Rentamt Guben-Schenkendorf zusammen gelegt. Durch die neue Provinzialverfassung der Provinz Brandenburg von 1823 wurde das frühere Ordensamt eine Standesherrschaft; Standesherr war der preußische König. Er ließ die Provinziallandstandschaft aber ruhen. 1872/4 wurde das vereinigte Rentamt Guben-Schenkendorf aufgelöst.

## Amtleute
Die Amtleute des Ordensamtes Schenkendorf sind bisher nur unvollständig ermittelt:
- 1523: Michael Kremer[6]
- 1539: Christoph von Arensdorf[5]
- 1540: ?Friedrich von Hohendorf[5]
- 1565: Georg von Wiedebach, Ordenshauptmann[7]
- um 1700 Hans Caspar von Klitzing, Ordenshauptmann[8]
- 1818: Jänichen, Amtmann[9]
- 1821: Jänichen, Justiz- und Rentamtmann[10]
- 1824: Jänichen, Rentbeamter und Amtsrat[11]
- 1832: Joh. Jenichen[12]
- 1836: Joh. Jenichen[13]
- 1839: Kassner (ad int.)[14]
- 1841: Kassner (ad int.)[15]
- 1843: Reinitz (ad int.)[16]
- 1845: Reinitz[17]
- 1848: Reinitz[18]
- 1861: Reinitz[19]
- 1868: Reinitz[20]

## Belege

## Anmerkung
1. ↑  Die wissenschaftliche Literatur wie Brandenburgisches Klosterbuch 2, 2007, S. 1172; Beck et al. führen auch Buderose an, das Historische Ortslexikon bezeichnet dieses dagegen immer als adliges Dorf.

Koordinaten: 51° 54′ 33″ N, 14° 42′ 25″ O